# Вашингтонски споразум (1994)
Вашингтон споразум је споразум о прекиду ватре између зараћених страна Републике Хрватске, Херцег-Босне и Републике Босне и Херцеговине. Споразум је потписан у Вашингтону 18. марта 1994, а ратификован касније у Бечу. Споразум је потписан од стране премијера промуслиманске владе Босне и Херцеговине Хариса Силајџића, хрватског министра иностраних послова Мате Гранића и председника Херцег-Босне Крешимира Зубака. Према споразуму, комбинована територија под контролом хрватских и промуслиманских снага је подељена на десет аутономних кантона, и успоставља се Федерација Босне и Херцеговине. Кантонални систем се успоставља са циљем да спречи доминацију једне етничке групе над другом.
Касније потписани Сплитски споразум је имао за циљ стварање слабе федерације (или конфедерације) између Хрватске и Федерације Босне и Херцеговине.